# Université arabe américaine
L'université arabe américaine- Palestine ou AAUP (en arabe : الجامعة العربية الأمريكية- فلسطين) est une université privée fondée en 1996 comme la première université privée palestinienne. Ses enseignements ont débuté le 28 septembre 2000.
L'université se trouve à 2 km de la ville de Zababdeh dans le Gouvernorat de Jénine au nord de la Cisjordanie.

## Recteurs
| Numéro | Recteur             |
| ------ | ------------------- |
| 1      | Walid Deeb          |
| 2      | Munther Salah       |
| 3      | Adli Saleh          |
| 4      | Mahmoud Abu Moyes   |
| 5      | Ali Zaidan (actuel) |